# 牛肉牛乳因子
牛肉牛乳因子（英語：bovine meat and milk factors，簡稱BMMF）是在陆生哺乳动物的肉和奶中常见的环状DNA，和結腸癌或乳腺癌的形成有關。

## 潜在来源
細菌體內的质粒是一種复制子，類似於被整合入細菌體內的共生病毒。不动杆菌是一類廣泛存在於土壤中的細菌，可被牛隻攝入，鲍曼不动杆菌被發現存在於21.1%的德國乳用牛種及6.8%的肉用牛種中，其质粒DNA爲環狀。牛肉牛乳因子作爲一類環狀DNA，與這種质粒DNA具有相似性，與矮化病毒科、双生病毒科等單鏈DNA病毒的DNA亦具相似性。

## 人体内作用机理
牛肉牛乳因子和癌症的潛在關係是由在海德堡大学德国癌症研究中心工作的哈拉尔德·楚尔·豪森和Ethel-Michele de Villiers，其基礎是以流行病學資料的評估以及人類血清白蛋白抗體的探討為基礎。研究也指出牛肉牛乳因子和神經退化障礙（例如多发性硬化症）有潛在關係。
DKFZ的Timo Bund的工作組在2017年年底，透過識別牛肉牛乳因子的RNA以及其蛋白質產物，證明牛肉牛乳因子在人類細胞中可以長期存留。
2019年2月時，Ethel-Michele de Villiers在歐亞牛的血清和牛奶中找到新發現的病原体，可能會間接引發結腸癌的發展。